# Брахилептура двокрапкова
Марунка чотирипляма (лат. Paracorymbiatesserula, Charpentier, 1825) — жук з родини Скрипунових.

## Етимологія назви
Назва роду «Paracorymbia» походить від давньогрецьких слів παρά і κόρυμβος, що дослівно означає «навпроти щиткового
суцвіття». Тут у розумінні того, що жуки трапляються на суцвіттях різноманітних квіткових рослин, включаючи айстрових і окружкових. Видовий епітет утворений від давньогрецького τέσσαρες, що означає «чотири». Українська назва утворена від назви рослини маруна щиткова (Tanacetum corymbosum), на суцвіттях якого можна трапити імаґо. Видова назва пов'язана із наявністю чотирьох чорних плям на надкриллях.

## Поширення
B. tesserula поширена в гірських системах Центральної Європи, Балкан, Кавказу і Туреччини, входить до європейської групи європейського зоогеографічного комплексу. У Карпатському регіоні зустрічається дуже рідко, на Закарпатті, тому потребує ретельної охорони. 

## Екологія
Вид прив’язаний до листяних лісів. B. tesserula – найменш досліджений вид вусачів у Європі. Дослідити личинку цього виду вдалось тільки у 1988 році, шляхом виведення її із яйця, знайденого в гнилому дереві, викиненому річкою на беріг. У природі личинки ніколи не вдавалось знайти. Вважається, що вони розвиваються в ґрунті, поїдаючи живі корені дерев. Очевидно, B. tesserula є поліфагом на листяних породах дерев. Біологія та екологія виду до кінця нез’ясована. Літ триває з червня по серпень.

## Морфологія

### Імаго
B. tesserula – вид середніх розмірів, з довжиною тіла 12-17 мм. Тіло – валькувате, чорного забарвлення. Надкрила, відносно, короткі і широкі, буро-жовтого кольору з чорною плямою по середині кожного та чорними вершинами.

## Життєвий цикл
Життєвий цикл нез’ясований, вважається, що розвиток личинки і лялечки триває близько двох років.